# Malzfabrik Weyermann
Die Mich. Weyermann GmbH & Co. KG (auch Malzfabrik Weyermann) ist ein deutsches mittelständisches Familienunternehmen mit Sitz in Bamberg. Neben Spezialmalzen und Biomalz wird auch koscheres Malz hergestellt.

## Geschichte
Das Unternehmen wurde 1879 vom Bamberger Getreidehändler und Schiffermeister Johann Baptist Weyermann (1853–1919) gegründet. 1905 trat sein Sohn Rudolf Weyermann ein. Später konzentrierte sich das Unternehmen auf die Produktion von Spezialmalzen für die Bierherstellung. Weyermann entwickelte die Malzsorten Carapils, Carafa oder Caramünch. Die Produktion der Spezialmalze erfolgt im 1888 in Betrieb genommenen Gebäudekomplex Memmelsdorfer Straße / Brennerstraße in Bamberg, der nach Plänen des Baumeisters Gustav Haeberle (1853–1930) errichtet wurde. 1973 wurden die historischen Produktionsgebäude in Bamberg als Industriedenkmal unter Denkmalschutz gestellt.
1902 begann die Produktion von Weyermann’schem Farbebier  aus den selbst hergestellten Röst- und Farbmalzen. Das surrogatfreie und entbitterte schwarze Röstmalzbier Sinamar (sine amaro „ohne Bitterkeit“) wurde von 1905 bis zum Zweiten Weltkrieg im Filialbetrieb Farbebierbrauerei Johann Baptist Weyermann in Potsdam hergestellt. Seitdem läuft die Produktion in Bamberg unter der Firma Röstmalzbierbrauerei Heinz Weyermann GmbH. Sinamar wird auch für die Färbung verschiedener Arten von Getränken und Lebensmitteln verwendet. Seit 2007 gibt es auch eine nach Bioland-Richtlinien hergestellte Produktvariante.

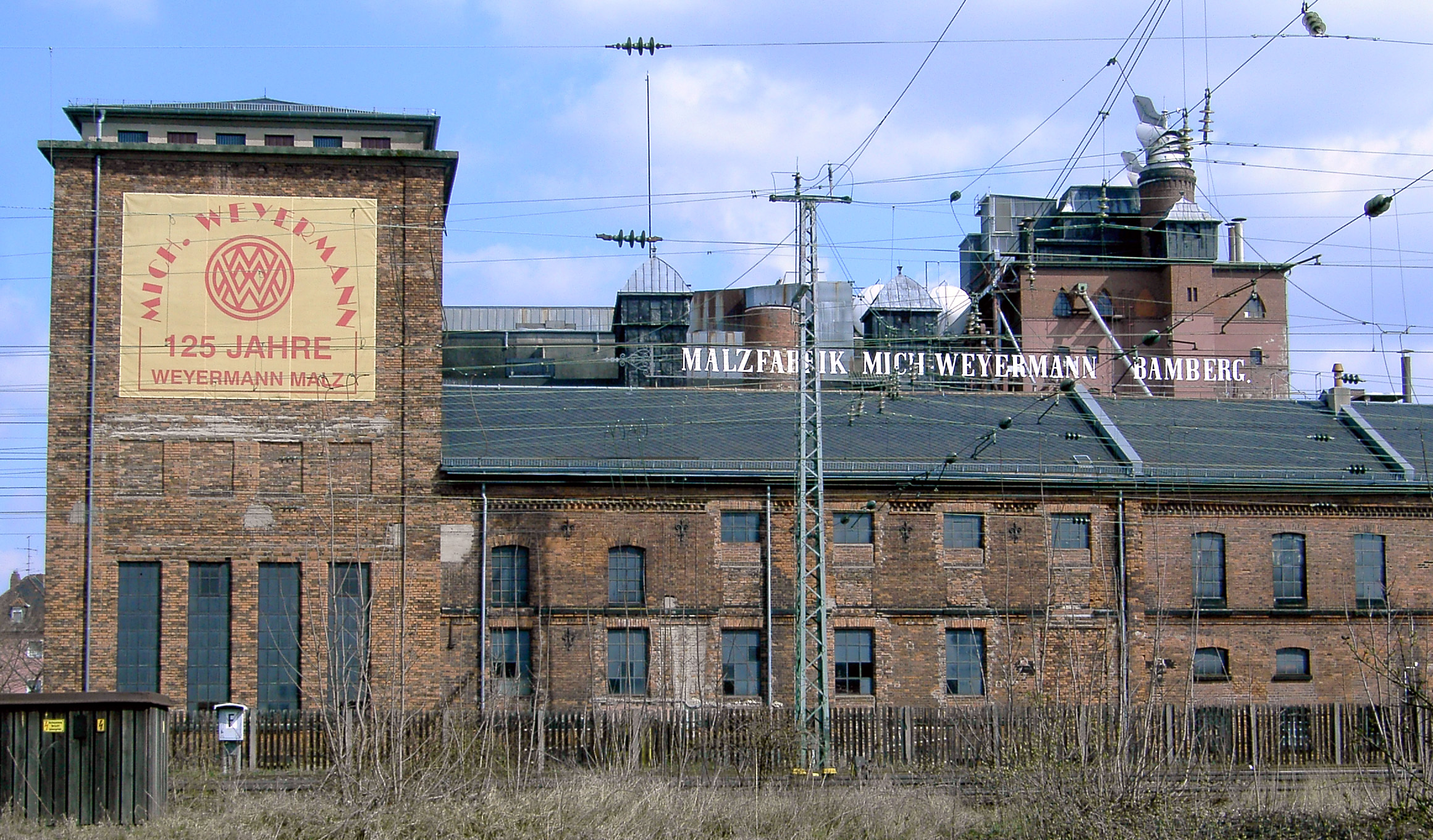
Malzfabrik Weyermann in Bamberg, März 2008

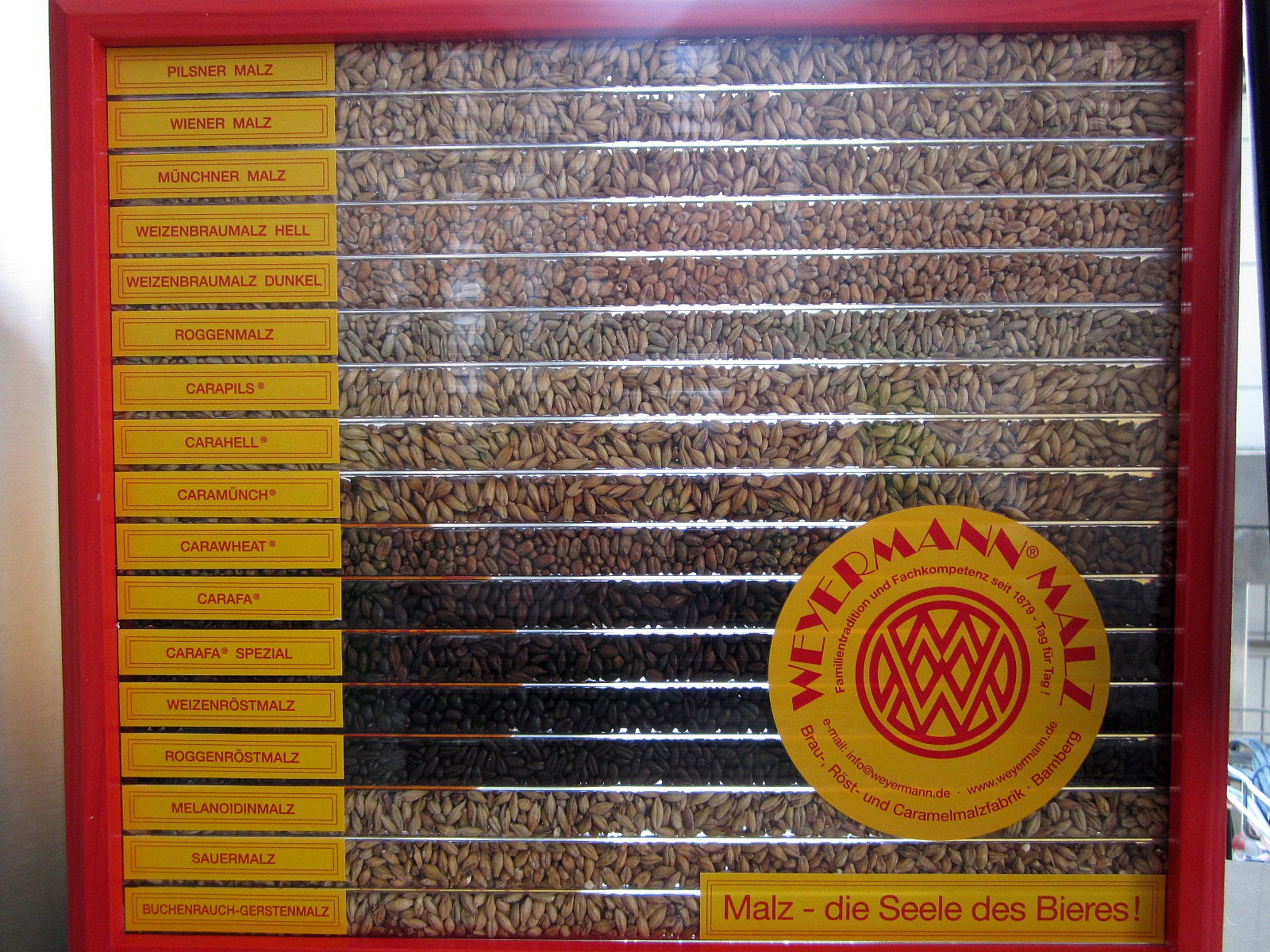
Malzsorten von Weyermann

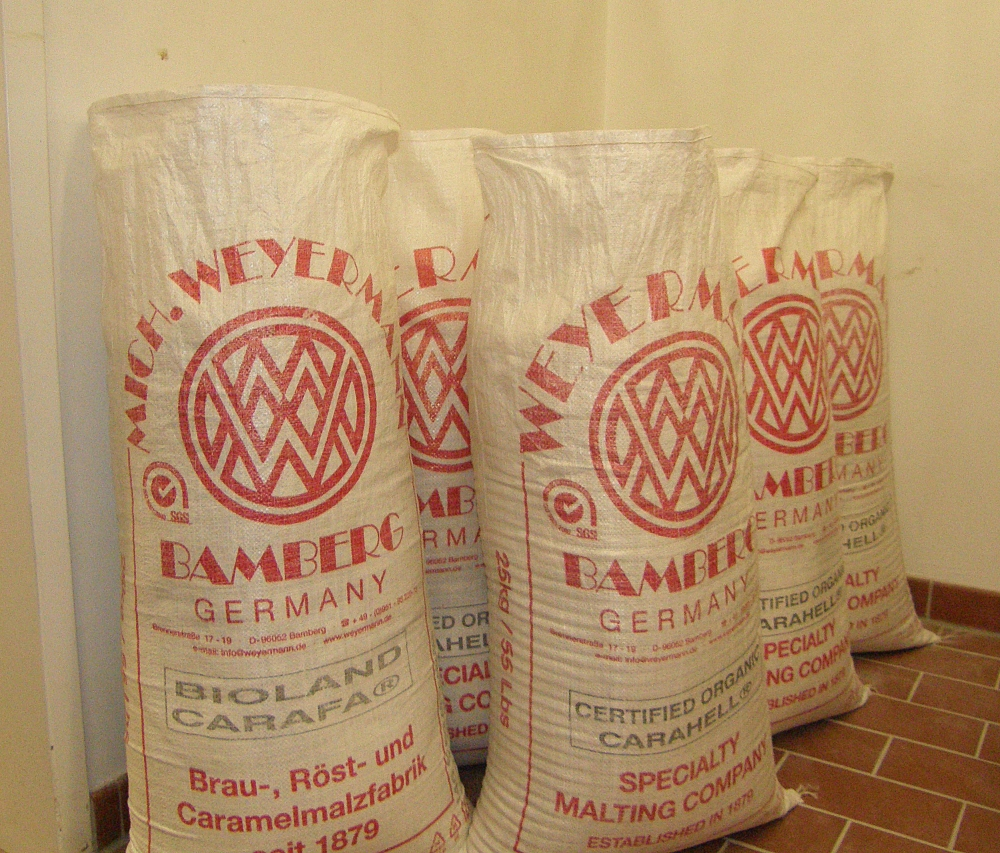
Sackmalz der Malzfabrik Mich. Weyermann, zur Verwendung für das HannoverWikiRed Bier (Dunkelbier mit Creative Commons Lizenz)

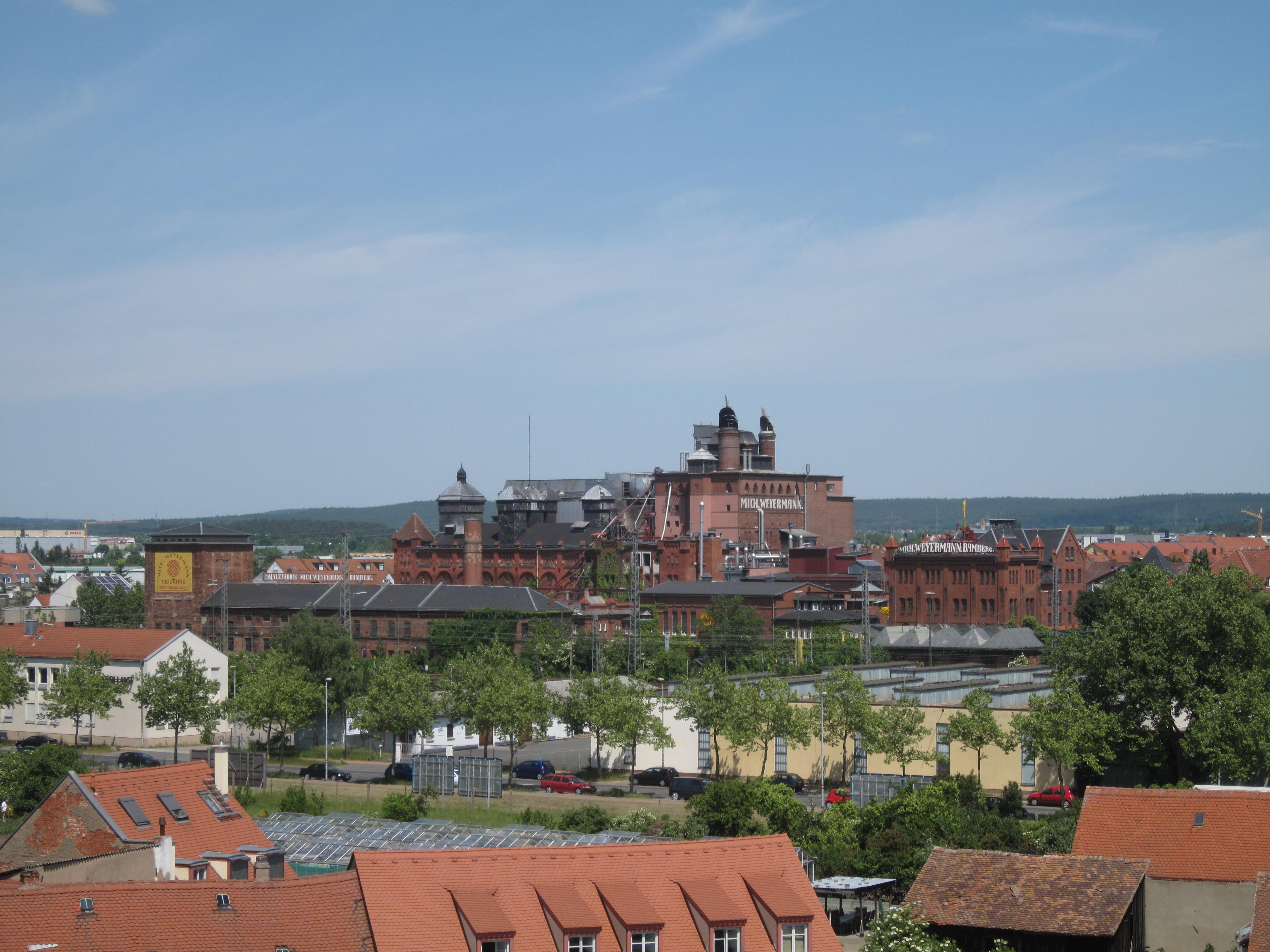
Fernblick auf die Mälzereigebäude in Bamberg

Weyermann wurde bereits 1998 nach ISO 9001 zertifiziert.
2001 wurde das Unternehmen Main Malz KG Meißner & Sohn in Haßfurt, das Pilsner Braumalz produziert, erworben. 2003 war die Malzfabrik Gründungsmitglied und Miteigentümer der MEG Malt Export Group. Seit 2005 existiert eine Versuchsmälzerei. Ebenfalls 2005 entstand ein Lagerhaus für Getreide mit einer Kapazität von 15.000 Tonnen sowie ein Logistikzentrum mit automatischer Absack- und Palettieranlage am Produktionsstandort Bamberg gegenüber dem historischen Fabrikkomplex. Die 125-jährige Unternehmensgeschichte wurde in einem Buch zusammengefasst, das zur Weltmesse drinktec 2005 erstmals verkauft wurde.
Das Unternehmen hat rund 230 Mitarbeiter, auch „Weyermänner“ genannt – davon 15 Diplom-Ingenieure und 16 Biersommeliers.

## Brauereien
Die Heinz Weyermann GmbH Röstmalzbierbrauerei produziert seit 1903 mit einem Huppmann 90-hl-Sudwerk Malzextrakte, die unter dem Handelsnamen Sinamar vertrieben werden.
Seit 2003 gibt es die Weyermannsche Versuchsbrauerei mit einer 2,5-hl-Brauanlage vom Bamberger Maschinenbauer Kaspar Schulz, die seit 2012 als Weyermann Braumanufaktur firmiert und auf dem Gelände der Malzfabrik seit 2006 für den Vertrieb der hauseigenen Biere einen Fan-Shop betreibt.

## Brennereien
Weyermann betreibt seit 1997 eine Abfindungsbrennerei und seit 2015 eine Verschlussbrennerei.
Die Verschlussbrennerei hat ein Volumen von 300 Litern und wird für die Herstellung von Whiskey und Bierbränden genutzt.